# KCTD17
KCTD17 (англ. Potassium channel tetramerization domain containing 17) – білок, який кодується однойменним геном, розташованим у людей на довгому плечі 22-ї хромосоми. Довжина поліпептидного ланцюга білка становить 321 амінокислот, а молекулярна маса — 35 670.
| 10         |  | 20         |  | 30         |  | 40         |  | 50         |
| ---------- |  | ---------- |  | ---------- |  | ---------- |  | ---------- |
| MQTPRPAMRM |  | EAGEAAPPAG |  | AGGRAAGGWG |  | KWVRLNVGGT |  | VFLTTRQTLC |
| REQKSFLSRL |  | CQGEELQSDR |  | DETGAYLIDR |  | DPTYFGPILN |  | FLRHGKLVLD |
| KDMAEEGVLE |  | EAEFYNIGPL |  | IRIIKDRMEE |  | KDYTVTQVPP |  | KHVYRVLQCQ |
| EEELTQMVST |  | MSDGWRFEQL |  | VNIGSSYNYG |  | SEDQAEFLCV |  | VSKELHSTPN |
| GLSSESSRKT |  | KSTEEQLEEQ |  | QQQEEEVEEV |  | EVEQVQVEAD |  | AQEKAQSSQD |
| PANLFSLPPL |  | PPPPLPAGGS |  | RPHPLRPEAE |  | LAVRASPRPL |  | ARPQSCHPCC |
| YKPEAPGCEA |  | PDHLQGLGVP |  | I          |  |            |  |            |

A: Аланін

C: Цистеїн

D: Аспарагінова кислота

E: Глутамінова кислота

F: Фенілаланін

G: Гліцин

H: Гістидин

I: Ізолейцин

K: Лізин

L: Лейцин

M: Метіонін

N: Аспарагін

P: Пролін

Q: Глутамін

R: Аргінін

S: Серин

T: Треонін

V: Валін

W: Триптофан

Задіяний у таких біологічних процесах, як убіквітинування білків, біогенез та деградація війок, альтернативний сплайсинг. 
Локалізований у цитоплазмі.